# Chiara Mair
Chiara Mair (* 31. August 1996 in Innsbruck, Tirol) ist eine ehemalige österreichische Skirennläuferin. Sie gehörte zeitweise dem Nationalteam des Österreichischen Skiverbandes an und hatte ihre Stärken vor allem in den technischen Disziplinen Slalom und Riesenslalom.

## Biografie
Chiara Mair stammt aus Götzens und startet für den heimischen Skiverein. Nachdem sie sich bei Juniorenrennen wie der Trofeo Topolino mit Nachwuchsathletinnen wie der späteren Weltcupsiegerin und Olympiasiegerin Mikaela Shiffrin gemessen hatte, begann für Mair eine von Verletzungen geprägte Zeit. Binnen weniger Jahre zog sie sich drei Kreuzbandrisse zu, zweimal im rechten, einmal im linken Knie. Dennoch wurde sie in den Nachwuchskader des ÖSV aufgenommen. Ihr Comeback feierte sie im Rahmen des Australia New Zealand Cup (ANC) im Sommer 2014. Im Jänner 2015 gab sie ihr Debüt im Europacup, wo sie sich im Laufe der Jahre mit mehreren Podestplätzen etablieren konnte. Zu Beginn der nächsten Saison gewann sie einen Tag vor ihrem 19. Geburtstag überraschend einen international besetzten ANC-Riesenslalom.
Im Jänner 2016 gab sie im Riesenslalom von Flachau ihr Weltcup-Debüt und scheiterte in den kommenden zwei Wintern mehrmals knapp an der Qualifikation für zweite Durchgänge. Bei ihren einzigen Juniorenweltmeisterschaften in Åre gewann sie sowohl im Riesenslalom als auch im Slalom die Bronzemedaille. Im Februar 2018 erlitt sie einen Knorpelschaden im rechten Knie und musste die Saison vorzeitig beenden. Mit Platz 23 im Parallelslalom von St. Moritz gewann sie im Dezember 2018 ihre ersten Weltcup-Punkte. Nach zwei Platzierungen unter den besten 15 wurde sie in den Kader für die Weltmeisterschaften in Åre aufgenommen, kam dort allerdings nicht zum Einsatz.
Im Jänner 2020 fuhr sie als Achte des Nachtslaloms von Flachau erstmals unter die besten zehn eines Weltcup-Rennens. Ihr bestes Ergebnis gelang ihr zwei Jahre später beim Nachtslalom auf der Planai, wo sie die Podestplätze als Vierte nur knapp verpasste. Im April 2024 gab sie in Folge mehrerer Verletzungspausen ihren Rücktritt vom Leistungssport bekannt.

## Erfolge

### Weltmeisterschaften
- Cortina d’Ampezzo 2021: 6. Slalom

### Weltcup
- 6 Platzierungen unter den besten zehn

### Weltcupwertungen
| Saison  | Gesamt | Gesamt | Slalom | Slalom | Parallel | Parallel |
| Saison  | Platz  | Punkte | Platz  | Punkte | Platz    | Punkte   |
| ------- | ------ | ------ | ------ | ------ | -------- | -------- |
| 2018/19 | 79.    | 53     | 31.    | 53     | –        | –        |
| 2019/20 | 47.    | 125    | 10.    | 125    | –        | –        |
| 2020/21 | 34.    | 193    | 9.     | 193    | –        | –        |
| 2021/22 | 63.    | 96     | 25.    | 88     | 23.      | 8        |
| 2022/23 | 93.    | 21     | 39.    | 21     | –        | –        |

### Europacup
- Saison 2016/17: 4. Slalomwertung
- Saison 2017/18: 2. Kombinationswertung, 9. Super-G-Wertung
- Saison 2021/22: 6. Slalomwertung
- 9 Podestplätze, davon 1 Sieg:

| Datum             | Ort     | Land    | Disziplin |
| ----------------- | ------- | ------- | --------- |
| 16. Dezember 2021 | Ahrntal | Italien | Slalom    |

### Australia New Zealand Cup
- Saison 2015: 8. Riesenslalomwertung[A 1]
- Saison 2017: 7. Slalomwertung
- Saison 2019: 4. Riesenslalomwertung
- 3 Siege:

| Datum           | Ort          | Land       | Disziplin    |
| --------------- | ------------ | ---------- | ------------ |
| 30. August 2015 | Coronet Peak | Neuseeland | Riesenslalom |
| 31. August 2017 | Coronet Peak | Neuseeland | Slalom       |
| 31. August 2019 | Coronet Peak | Neuseeland | Riesenslalom |

1. ↑  Die Rennen des Australia New Zealand Cup werden jährlich im August und September (Südwinter) ausgetragen und bereits der kommenden, internationalen Saison zugerechnet.

### Juniorenweltmeisterschaften
- Åre 2017: 3. Riesenslalom, 3. Slalom

### Weitere Erfolge
- Sieg bei den Liechtensteiner Meisterschaften im Slalom 2016
- 4 Siege in FIS-Rennen